# Joe Barry Carroll
Pour les articles homonymes, voir Carroll.
Joe Barry Carroll, né le 24 juillet 1958 à Pine Bluff, Arkansas, est un ancien joueur professionnel américain de basket-ball qui passa dix saisons en National Basketball Association. Pivot de 2,13 m de l'Université Purdue, il détient le record de l'histoire de l'école de rebonds inscrits en carrière et sur une saison (respectivement 1148 et 352).

## Biographie
Carroll fut drafté par les Warriors de Golden State avec le premier choix de la draft 1980. Carroll avait une mauvaise réputation auprès de la presse, dû au fait qu'il n'accordait que peu d'interviews et que les Warriors transférèrent Robert Parish et le choix de draft utilisé pour sélectionner Kevin McHale aux Celtics de Boston pour le premier choix utilisé pour sélectionner Carroll, qui terminèrent au Basketball Hall of Fame et dans la liste des meilleurs joueurs du cinquantenaire de la NBA.
Cependant, durant ses premières saisons, Carroll fut un joueur très productif. Il réalisa des moyennes de 18,9 points et 9,3 rebonds  en tant que rookie et réalisa ses meilleures performances en carrière deux saisons plus tard avec 24,1 points et 8,7 rebonds.  Carroll quitta les Warriors en 1984 pour jouer en Italie, mais il retourna dans l'équipe en 1985 pour une moyenne de 21,2 points pour deux saisons consécutives.
Carroll représenta les Warriors en 1987 lors du NBA All-Star Game, mais après la saison 1986-87, sa production commença à décliner et, en décembre 1987, il fut transféré avec Sleepy Floyd aux Rockets de Houston contre Ralph Sampson et Steve Harris.  Carroll signa une moyenne de 12,7 points lors de cette saison-là, puis, après des passages aux New Jersey Nets, aux  Nuggets de Denver et aux Suns de Phoenix, il prit sa retraite en 1991. Il termina sa carrière avec un total de 12455 points et 5404 rebonds, atteignant à quatre reprises la barre des 20 points.
Carroll est aujourd'hui un investisseur et un homme d'affaires à succès vivant à Atlanta, Géorgie dans son ranch familial.